# Legació apostòlica de Bolonya
La legació apostòlica de Bolonya era una subdivisió administrativa dels Estats pontificis.
En la seva conformació final, vorejava al nord amb la legació de Ferrara i el ducat de Mòdena i Reggio, a l'oest amb el ducat de Mòdena i Reggio, a l'est amb les legacions de Ferrara i Ravenna, al sud amb el Gran Ducat de Toscana.
Una primera legació de Bolonya havia existit des de 1540 fins a la invasió napoleònica. Després de la Restauració, el 1816, amb la subdivisió dels Estats Pontificis ordenada per Pius VII, es va convertir en una delegació de primera classe, governada per un cardenal i, per tant, autoritzada a ser una legació. Després de la reforma administrativa de Pius IX el 22 de novembre de 1850, es va fusionar amb la Legació de la Romanya (I Legació).